# Histoire de Mazamet

Blason de Mazamet

L'histoire de Mazamet, ville du département du Tarn, en l'état actuel des connaissances, commence vers 400 av. J.-C., avec l'installation des Volques tectosages, peuple celte originaire de Bohème, dans la région de la montagne Noire.

## Chronologie de 400 av. J.-C. à l'an 300 de notre ère
- 400 av. J.-C. : arrivée des Celtes dans les régions méditerranéennes. Parmi eux, issus de tribus germaniques : les Volques. Leur point d'attache se trouve en région toulousaine, et leurs territoires s'étendent jusqu'au pied de la montagne Noire. Ce sont Les Volques Tectosages. L'avènement du territoire de Mazamet est encore loin.
- 150 av. J.-C. : le brassage des tribus a fait son œuvre. D'un côté les Volques et les Ruthènes venus du nord et de l'autre, les Ligures et les Ibères venus de Méditerranée, composent ce qu'il est convenu d'appeler le premier peuple gaulois.
- 100 av. J.-C. : au Ier siècle av. J.-C., un grand nombre de familles de ce peuple gaulois, s'installent dans le massif de la montagne Noire. Les vallées de l'Arnette et du Thoré marquent alors la frontière naturelle entre la Gallia comata, indépendante et rattachée à Toulouse, et la Gallia bracata occupée par les Romains et rattachée à Narbonne.
- 58 av. J.-C. : le versant nord de la Montagne Noire présente un intérêt stratégique pour la défense de la province de Narbonne. Jules César et ses légions s'en emparent, mais sont surpris par la résistance de ces gaulois à la chevelure épaisse et souvent colorée à l'eau de soude.
- 52 av. J.-C. : à la chute de Vercingétorix, la Gaule est définitivement occupée par les romains. En Montagne Noire, ils prennent possession des oppidums des Volques et forment des postes avancés, pour le passage des légions romaines, qui jamais ne campent dans le secteur. Ceci explique le peu de vestiges romains mis au jour, dans les environs de Mazamet.

## Chronologie de 400 à l'édit de Nantes
- Selon la légende, Hautpoul aurait été fondé en 413[1] par Athaulf[2], roi wisigoth qui y installe une communauté et dessine les premiers contours d'une forteresse.
- En 1212, durant la croisade contre les Albigeois, Simon de Montfort assiège la citadelle convertie au catharisme. Après quatre jours de siège, il s'empare de « ce nid d'hérétiques » et fait démanteler les châteaux. Les habitants d'Hautpoul s'installent alors dans la vallée, sur les bords de l'Arnette où ils fondent une petite bourgade le Mas d'Arnette qui deviendra Mazamet[1].
- 1629 : Siège, prise et mise à sac de la ville par les troupes catholiques de Henri II de Bourbon prince de Condé durant les rébellions huguenotes.
- 1685 : la révocation de l'édit de Nantes oblige les protestants mazamétains, exclus de nombreuses professions, à se consacrer à l'industrie et au commerce.

## Chronologie de la Révolution
- 1782 : Le premier avril 1782, Mazamet est élevé au rang de bureau de Direction de Postes. La même année voit l'arrivée à Mazamet d'une brigade de la maréchaussée, qui s'installe rue du Galinier. Dans cette période pré-révolutionnaire, la peur du gendarme fait son effet. Les crimes et délits de toutes natures, vont considérablement baisser.
- 1790 : Jean-Baptiste Meyer est élu premier maire dans la séance du 25 février 1790. La communauté compte 5 474 âmes.

## Chronologie de 1801 à 1973
- 1801 : Nous sommes au début du XIXe siècle et un Mazamétain, Pierre Olombel fils, n'hésite pas à parcourir le pays, à cheval, pour commercialiser les produits sortis des fabriques de Mazamet. Quand on sait que la ville n'est rattachée à aucune grande voie de communication, on mesure davantage sa motivation.
- 1805 : Les péripéties, l'abnégation et le courage de Pierre Olombel fils, donnent une idée à David Cabibel. Cet ancien voyageur de tabacs décide de créer une véritable maison du commerce, dont l'objectif est de promouvoir à travers la France, la nouvelle draperie de Mazamet.
- 1807 : En 1807 David Cabibel arrive à convaincre des industriels des bienfaits d'une association pour Mazamet et les produits qu'elle peut proposer. Avec lui, neuf industriels vont former la première maison de négoce qui portera comme raison sociale, le nom de Société des Casernes. Sans le savoir, ils fondent les bases d'un esprit de commerce qui 200 ans plus tard, ne s'est toujours pas démentit.
- 1851 : Pierre-Élie Houlès importe deux balles de peaux de moutons de Buenos Aires pour essayer d'en récolter la laine. Tentative timide qui initie pourtant un savoir-faire nouveau : la laine-morte est utilisable. Le délainage est né et assurera une prospérité économique extraordinaire à la petite ville de Mazamet jusque dans le dernier tiers du XXe siècle.
- 1856 : Hyppolite Mas part à Buenos Aires fonder un comptoir d'achat pour la maison Augustin Périé.
- 1866 : Mazamet est relié, un peu tardivement, au réseau de chemin de fer.
- 1868 : installation d'une succursale de la Banque de France.
- 1871 : Charles Sabatié crée la première usine de délainage sur le Linoubre.
- 1886 : Jean Jaurès, appelé à Mazamet pour soutenir un candidat républicain aux élections législatives, engage les ouvriers à se syndiquer en profitant des nouvelles lois sociales de la République.
- 1887-1888 : reconversion massive du textile en délainage. Une série de grèves dures éclatent dans tout le bassin, menées par les ouvriers textiles. Élysée Loubié installe la première mégisserie de Mazamet.
- 1892 : les Reille, aristocrates locaux et députés de père en fils, se rallient à la République. Un an avant, le pape Léon XIII engageait les catholiques à se rallier à la République, dans l'encyclique Rerum Novarum.
- 1900 : l'« année terrible ». Les délaineurs font l'apprentissage des lois du marché.
- 1903 : création du syndicat des ouvriers de l'exploitation des peaux de mouton.
- 1909 (janvier-mai) : grande grève du délainage à Mazamet.
- 1919-1939 : arrivée des travailleurs immigrés espagnols.
- 1929 : inauguration de la Bourse du travail.
- 1930 : terribles inondations qui dévastent une cinquantaine d'usines. Par ailleurs, le Commonwealth tente de juguler la crise mondiale par des mesures protectionnistes. Le boycott des peaux australiennes par les Mazamétains pousse le gouvernement australien à reculer.
- 1937 : ouverture au public de la salle de théâtre-cinéma Apollo, au-dessus de la Bourse du travail.
- 1939 : arrivée des réfugiés espagnols.
- 1941 : mouvement des femmes de Mazamet qui réclament des vivres.
- 1943 : une foule de 1 500 personnes bloque un train de travailleurs pour le STO en chantant la Marseillaise et l'Internationale.
- 1944 :  le 22 août les 300 soldats de la garnison allemande de rendent aux Résistants.
- 1951 : célébration du centenaire du délainage en grande pompe. Les ouvriers, tenus à l'écart, manifestent en chantant « On y pèle la peau de mouton avant qu'on ne pèle la nôtre ».
- 1956 : création du golf 9 trous de La Barouge[3]. Les échanges commerciaux favorisent la venue de britanniques, dont certains s'installent définitivement au pied de la Montagne Noire. Avec des industriels mazamétains, ils créent un des plus beaux golfs du Sud De la France.
- 1973 : le journaliste de l'ORTF Michel Tauriac et le Comité interministériel de la sécurité routière, créé l'année précédente, organisent avec la population l'opération « Mazamet, ville morte» (ou « Mazamet, rayée de la carte »), au cours de laquelle des milliers de personnes s'allongèrent dans les rues de la ville[4]. L'année précédente, 16 170 personnes avaient trouvé la mort sur les routes et la population de Mazamet comptait à cette époque 16 171 habitants. Ce fut le lancement de deux slogans devenus célèbres : « une ceinture pour la vie » et « au volant, la vue c'est la vie »[5].

## Chronologie de 1974 à nos jours
- 1974 : le premier choc pétrolier de l'histoire va considérablement et durablement toucher les industries mazamétaines.
- 1980 : les Mazamétains ne le savent pas encore, mais dans les cinq ans qui viennent, plus de la moitié des usines de délainage et de mégisserie, vont fermer leurs portes.
- 1985 : le Sporting Club mazamétain, devient champion de France de deuxième division de rugby, face à Cognac.
- 1986 : un transporteur devient président de la Chambre de commerce de Mazamet mettant fin à une longue suite de lainiers.
- 1999 : le Thoré et l'Arnette sont en crue en novembre. Dans l'agglomération on dénombre plusieurs victimes et les dégâts sont énormes. Seuls 2 délainages sur les 7 encore en activité reprendront leur activité.
- 2001 : le vendredi 4 octobre au matin, les Mazamétains apprennent avec stupéfaction, le décès brutal dans la nuit de leur maire, Michel Bourguignon.
- 2002 : Suzanne Monteil (UMP) prend la suite de Michel Bouguignon (sans étiquette) à la Mairie.
- 2004 : fermeture des deux dernières usines de délainage[6].
- 2007 : pour la première fois de son histoire, le Tour de France s'arrête à Mazamet, pour le départ de la 17e étape Mazamet / Plateau de Beille
- 2008 : Laurent Bonneville (sans étiquette), longtemps premier adjoint, est élu Maire de la ville de Mazamet avec un véritable plébiscite (plus de 62 % des voix).
- 2014 : Oliver Fabre (UDI) devient le maire de la commune à la suite d'une quadrangulaire.